# Ceirano
Ceirano (Чейрано) — з 1898 року італійський виробник автомобілів. Штаб-квартира розташована в місті Турин. У 1899 році компанія припинила виробництво автомобілів. Наступниками компанії були: Fratelli Ceirano & C. (1901—1904), Ceirano Matteo & C. (1903—1904), Fratelli Ceirano (1904—1905), Ceirano Giovanni Junior & C. (1905), Junior F.J.T.A. (1905—1909), S.T.A.R./Rapid (1904—1921), S.C.A.T. (1906—1929), S.P.A. (1906—1926), Ceirano Fabbrica Automobili (1919—1923), Itala (1904—1934).

## Джованні Чейрано
Витоки автомобілізації виходять від Джованні Батісти Чейрано, у якого було три брати: Джованні, Маттео і Ернесто, їх батько був годинникарем, так що хлопцям знайомі були механізми і їх будова. У віці 20 років старший брат переїжджає з Кунео в Турин розширювати свій кругозір механіка. Там він захоплюється велогонками, і через 8 років після прибуття в Турин (у 1888 році) він будує на території, що належала місцевому виробнику консервів Джузеппе Ланса, майстерню, в якій спочатку починає продавати велосипеди, пізніше виготовляти їх, та згодом продавати під маркою Welleyes (наприкінці 19 століття в Італії була мода на англійську мову і назви). Назву придумав його сусід Джованні Лянча, чий син, Вінченцо, постійно бігав до сусідів і дивився, як працюють дядьки Джованні, Маттео і Ернесто у своїй майстерні.

## Заснування компанії. Початок виробництва автомобілів
У 1895 році велосипедист, що виступав на продукції братів, посів перше місце в велогонках Турин-Асті-Турин, і після цього фірму чекав успіх, оскільки спорт був головною рекламою колісної продукції в той час. Незабаром Джованні Батіста вирішив виготовляти автомобілі. У жовтні 1898 року він засновує фірму Ceirano Giovanni Battista & C, до складу правління якої входили також Емануель Брічеразіо, Аттіліо Каллігаріс, П'єтро Феонльо і Чезаре Горіа Гатті, крім цього в штаті співробітників значився 17-річний Вінченцо Лянча, який займав спочатку посаду бухгалтера, та його ровесник Фелліче Наззаро, який працював механіком. Жив майбутній гонщик на горищі майстерні.

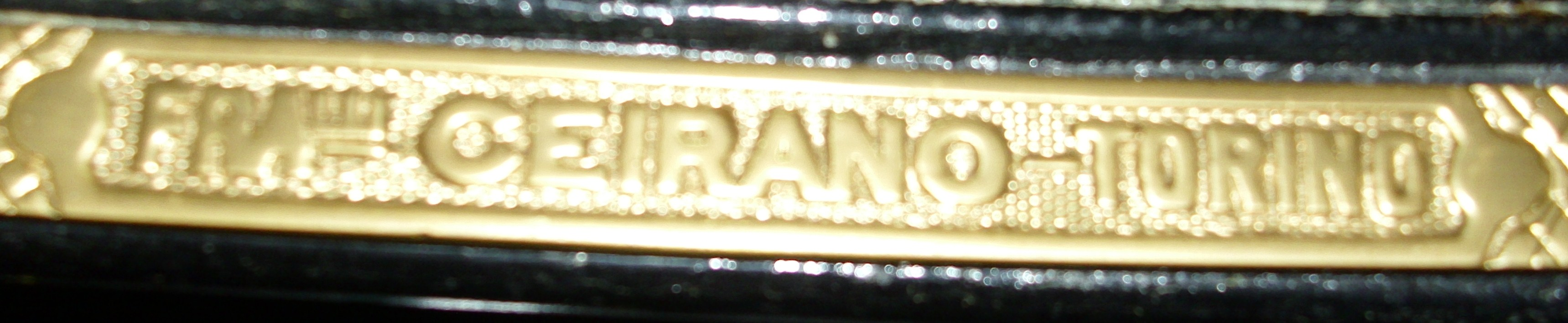
Логотип Ceirano

У квітні 1899 року Арістід Факкіолі побудував перший автомобіль з 2-циліндровим 660-кубовим мотором, який також назвали Welleyes. Він мав двошвидкісну ремінну коробку передач.
Однак у бізнесменів не виявилося достатньо коштів, щоб почати виробляти свою продукцію серійно. В цей же час відставний офіцер Джованні Аньєллі, який побачив світ і якого засмучував той факт, що Італія відставала від Франції та Німеччини по частині розвитку автомобілізму, шукав можливість виробляти щось на своїй улюбленій батьківщині, при цьому великий патріот не хотів купувати ліцензії на розробки іноземців, і тут він наштовхується на такий прототип. За Аньєллі стояли фінансові ділки з Турину, які діяли не скільки з патріотичної точки зору, скільки з вигоди. У підсумку в липні 1899 року в будинку Джованні Батісти Чейрано відбувається покупка його фірми і конструкції автомобіля, а також створення нової фірми — Fabbrica Italiana Automobili Torino, або FIAT.

## Компанія Fratelli Ceirano & C. (1901–1904)

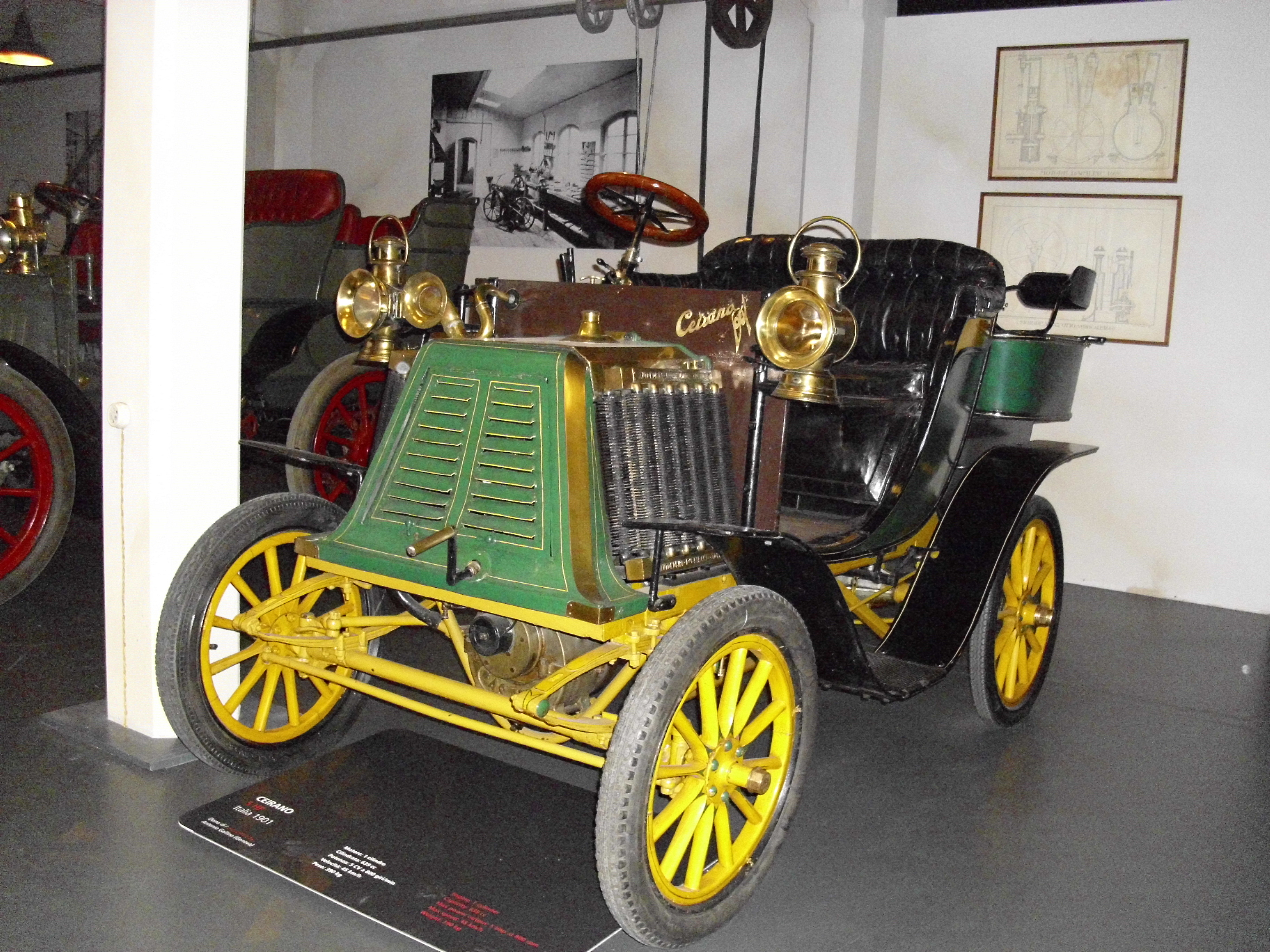
Ceirano 5HP

Д. Б. Чейрано дістається місце торгового агента фірми, проте продавати FIAT 3 1/2HP, який був клоном його прототипу, не входило в плани конструктора, і вже в 1900 році він залишає фірму FIAT, і через рік засновує разом з братом Маттео нову фірму — Fratelli Ceirano & C (Брати Чейрано). Але оскільки конструктор Факкіолі залишився працювати на FIAT, то брати вирішують купити конструкцію автомобіля у інших братів — за прізвищем Рено. Французи продали ліцензію на три моделі: дві одноциліндрові 5НР і 6/8НР, і чотирициліндрові 4.4 л машини 16НР.

## Компанії Ceirano Matteo & C. (1903–1904) та Fratelli Ceirano (1904–1905)
У листопаді 1903 року Маттео покинув фірму брата, щоб заснувати власну справу — Ceirano Matteo & C, яке почало виробляти автомобілі з одноциліндровими моторами фірми De Dion. Тим часом у фірму Джованні Батісти приходить його другий брат — Джованні Юніор, вони перейменовують Fratelli Ceirano & C в Fratelli Ceirano GG & C, продовжуючи випускати колишню продукцію з комплектуючих фірми Renault. В цей же час, в листопаді 1904 року, Маттео перейменовує свою фірму в Ceirano Matteo & C. — Vetture Marca Itala. І знову невгамовний Джованні Батіста засновує ще одну фірму — Società Torinese Automobili Rapid (S.T.A.R.), тепер його компанія випускала автомобілі марки Rapid власної конструкції, автором яких був Родольфо Чіо, що загинув в 1906 році під час випробувань нової машини. Перші машини цієї фірми мали 4-циліндрові мотори, об'ємом 4.5 л (16/24НР) і 7.4 л (24/40НР), в 1907 році з'явився 10.5 л автомобіль 50/70HP, але після смерті Джованні Батісти Чейрано в 1912 році біля керма компанії став його тезка за прізвищем Маджі, і фірма стала пропонувати тільки малолітражні автомобілі 10/12HP з моторами, об'ємом 1.6 літра, які після Першої світової трансформувалася в Tipo 10. У 1921 році компанію купила фірма S.P.A..

## Компанії Ceirano Giovanni Junior & C. (1905) та Fabbrica Junior Torinese Automobili (1905–1909)

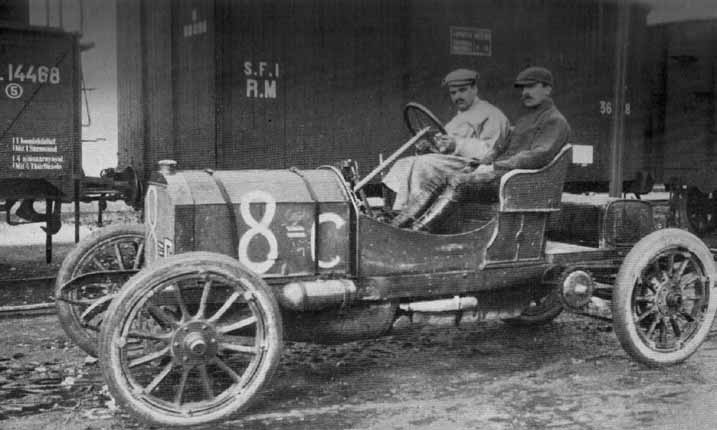
Junior 30/40HP

Джованні Юніор закриває фірму Fratelli Ceirano GG & C і засновує власне підприємство Ceirano Giovanni Junior & C, яке починає виробляти моделі 9½HP з одноциліндровим мотором фірми De Dion, 12/14HP з 2-циліндровим і 4-циліндровий 16/20HP, але вже в тому ж 1905 році він перейменовує у фірму Fabbrica Junior Torinese Automobili, яка продавала свою продукцію під маркою Junior, що продовжувала випускати колишні моделі, до яких приєднується більша модель 18/25НР. У 1907 році компанія об'єднується з фірмою Officine Turkheimer per Automobill e Velocipedi. Через два роки об'єднана фірма припиняє свою діяльність через те, що публіка не прийняла дорогу модель 30/40HР, при 8 літрах об'єму мотор розвивав потужність в 45 к.с., яка позволяла машині розганятися до 100 км/год. Ця машина принесла певну славу марці завдяки перемогам на Тарга Флоріо в 1908 році.

## Компанія Ceirano Fabbrica Automobili (1919–1923)

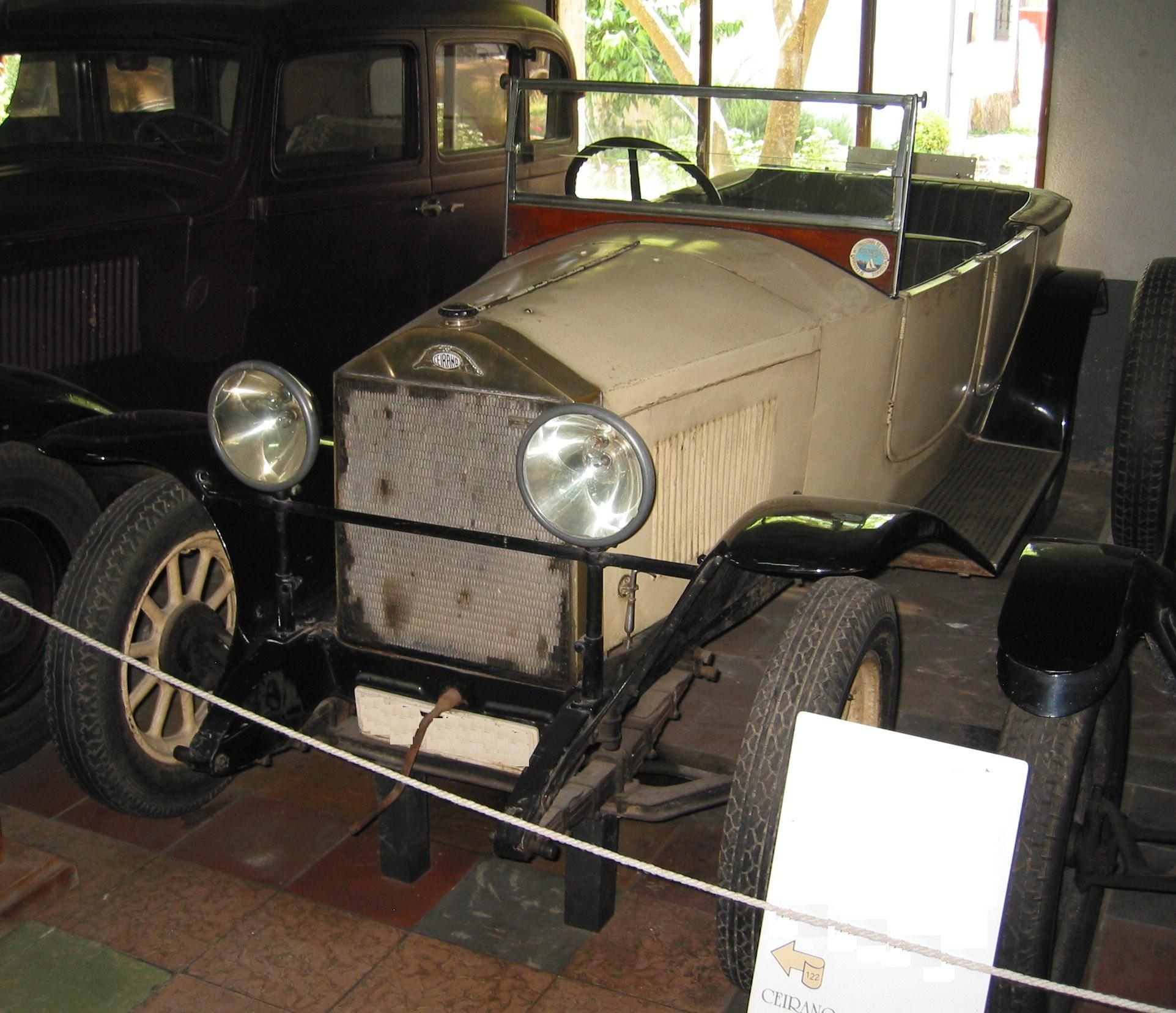
Сeirano CS

Тим часом ще в 1906 році Джованні Юніор покидає свою фірму Fabbrica Junior Torinese Automobili і засновує нове підприємство — Societa Ceirano Automobili Torino, або S.C.A.T.. Співвласником підприємства став його син Джованні. В 1917 році батько і син покинули свою фірму і відкрили новий бізнес під назвою Ceirano Giovanni Fabbrica Automobili. У 1919 році Ceirano представили модель C1 з 4-циліндровим мотором, об'ємом в 2.3 л і потужністю в 20 к.с., незабаром з'являється спортивна версія цієї машини, яка мала вже 45 к.с., що дозволяло 4-місній машині розвивати до 80 км/год.

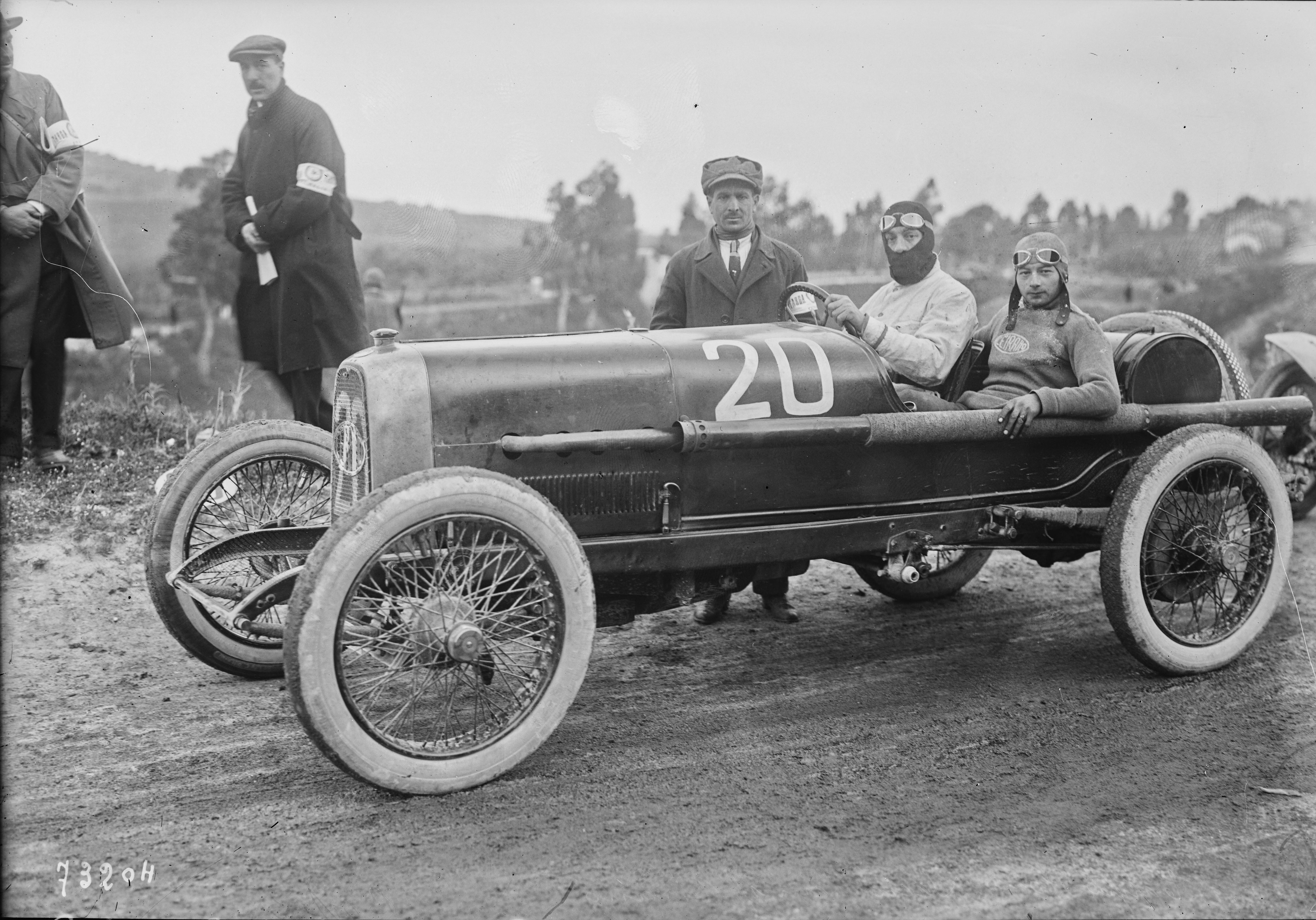
Ceirano CS2H на Тарга Флоріо 1922 року. За кермом — Томассо Саккоманні

У 1921 році з'явилися гоночні моделі з 2.5 л і 2.8 л моторами — CS2 і CS4, «Ернесто» наполіг на цьому, будучи завзятим гонщиком. Це були досить успішні спортивні автомобілі, які позитивно проявили себе на гоночних трасах, так в 1922 році на змаганнях Semana Automovilistica Sarda модель CS4 прийшла третьою до фінішу. У тому ж 1922 році фірма перейменувалася в Ceirano SA, тоді ж випустили 6-циліндрову модель Tipo 30 Lusso з 3-літровим мотором, яка стала останньою в рамках фірми Ceirano SA.
В листопаді 1904 року Маттео перейменовував свою фірму в Ceirano Matteo & C. — Vetture Marca Itala, яка стала відома нам по марці Itala. В 1906 році Маттео залишає свою фірму і засновує іншу — Società Piemontese Automobili, або скорочено S.P.A., яка і поглине в 1921 році фірму S.T.A.R., засновану Джованні Батістою Чейрано.

## Компанія Società Torinese Automobili Rapid (S.T.A.R.) (1904–1921)

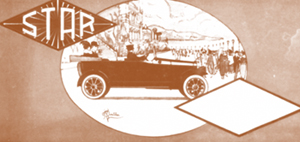
Rapid 50/70HP

Società Torinese Automobili Rapid була заснована в 1904 році Джованні Батістою Чейрано. Чейрано купив приміщення, які належали раніше фірмі Bianchi. Чейрано найняв на своє підприємство інженера Родольво Чіо, який і розробив перші моделі фірми: 16/24НР (4.5 л) і 24/40НР (7.4). Машини відрізнялися наявністю кардана, в той час, коли великі машини більшості інших фірм мали ще ланцюгову передачу. У 1906 році під-час випробувань 10.5 л машини 50/70НР Чіо розбився. Незважаючи на це, у 1907 році у виробництво пішла модель 50/70НР. Одна з цих машин взяла участь в Тарга Флоріо 1907 року, однак Каріолато зійшов з дистанції через поломку автомобіля.
У 1912 році, після нетривалої хвороби, помирає старший з братів — Джованні Батіста Чейрано, біля керма його компанії стає Джованні Батіста Маджі. Саме підприємство переходить на виробництво вантажних автомобілів, які користувалися великим попитом. У 1915 році фірма починає випускати легкову модель 10/12НР з 1.6 л мотором, потужністю в 12 к.с. В цей час Італія вступила у війну, фірма починає виробляти вантажівки та снаряди для італійської армії, після війни фірма намагалася відновити виробництво довоєнної моделі 10/12НР під назвою Tipo 10, проте попиту на продукцію не було, тому завод, який займав площу в 50 000 м2, був перетворений в ремонтну майстерню, а в 1921 році компанію викупила фірма S.P.A., яка в 1925 році продала ділянку з заводом фірмі Roberto Incerti & C. Villar Perosa, що виготовляла кулькові підшипники. Фірма RIV, яка побудувала новий завод на місці старої будівлі, належала Джованні Аньєллі, тому самому, який колись купив конструкцію першого автомобіля Джованні Батісти Чейрано. На той момент колишній офіцер був вже сенатором і одним з найбагатших людей на планеті.

## Компанія Società Ceirano Automobili Torino (S.C.A.T.) (1906–1929)

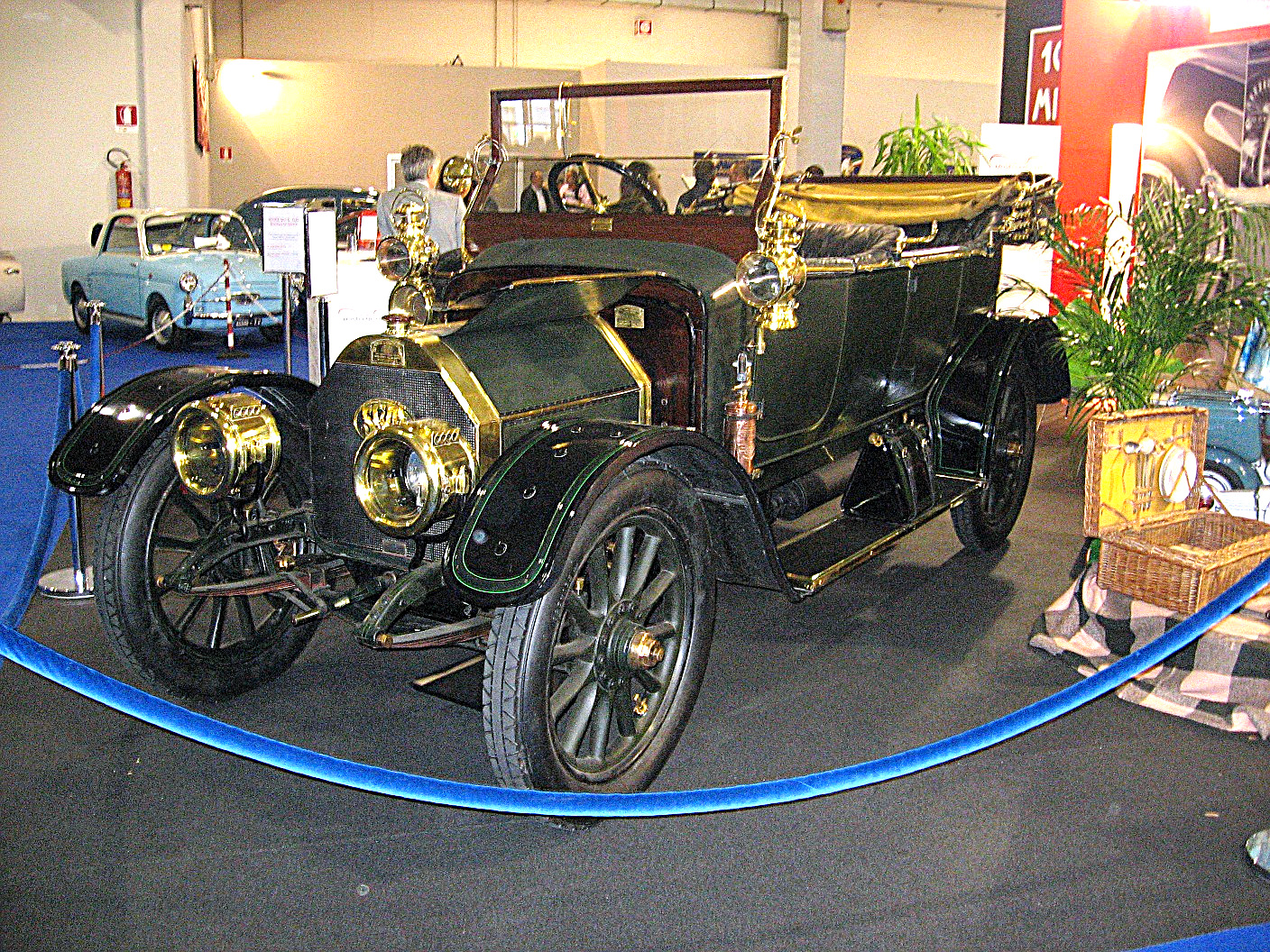
S.C.A.T. 16/20HP Tonneau

Societa Ceirano Automobili Torino була утворена в липні 1906 року після того, як Джованні Юніор Чейрано покинув інше своє дітище — Fabbrica Junior Torinese Automobili, до бізнесу батька приєднався і Джованні Чейрано. Щоб не плутати наймолодшого Джованні, який виступав у змаганнях, рідня звала його Ернесто. На відміну від фірм своїх братів і взагалі інших італійських виробників, які страждали на гігантоманію моторів, підприємство, що випускало автомобілі марки S.C.A.T., розпочало свою діяльність з досить скромної моделі 12/16НР, яка мала 4-циліндровий 2.7 л, однак це не означало, що машина була примітивної конструкції, навпаки, машина мала 4-ступінчасту коробку передач, карданний привід і запалення від магнето. Через рік з'явилися більші машини: 16/20НР з 3.05 л мотором і модель 22/32НР з 3.8 л двигуном, завдяки не дуже дорогим моделям фірма, не дивлячись на економічну кризу 1907 року, спокійно пережила смутний час.

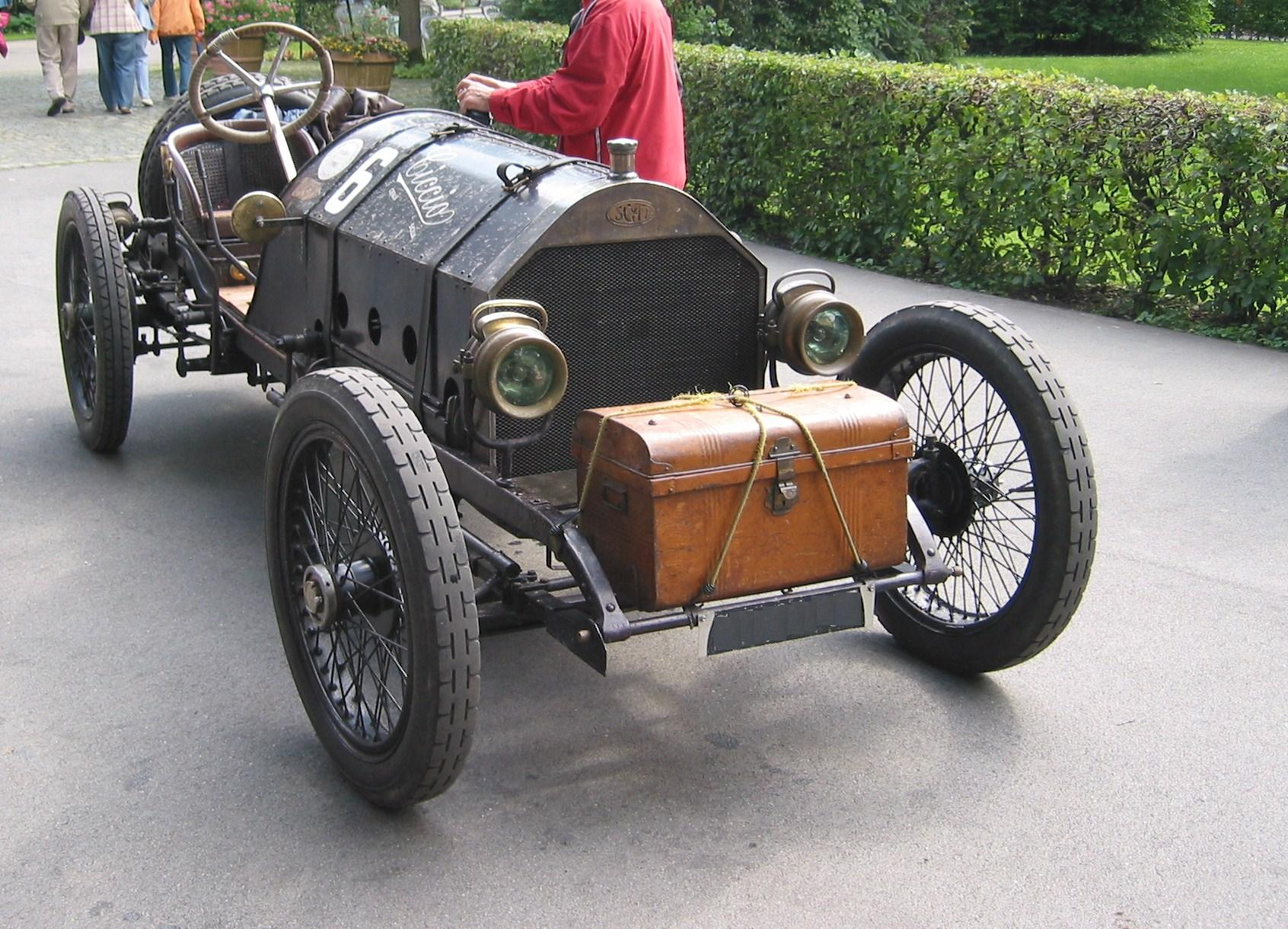
S.C.A.T. 60/75HP

У 1910 році модельний ряд складали дві моделі: 15/20НР, який виріс з 12/16НР, хоча об'єм мотора залишився колишнім, і модель — 22/32НР, яка отримує мотор, збільшений в об'ємі до 4.4 л, але надбавки в потужності цього разу не відбулося. У 1911 році фірма будує перегонний автомобіль 60/75НР з 6.3 л мотором типу ОНС, на якому в Тарга Флоріо їде змагатися Джованні «Ернесто» Чейрано, який повертається зі змагань із золотою медаллю, через рік британець Кирило Снайп, виступаючи на цій же машині, також виграє головний приз.

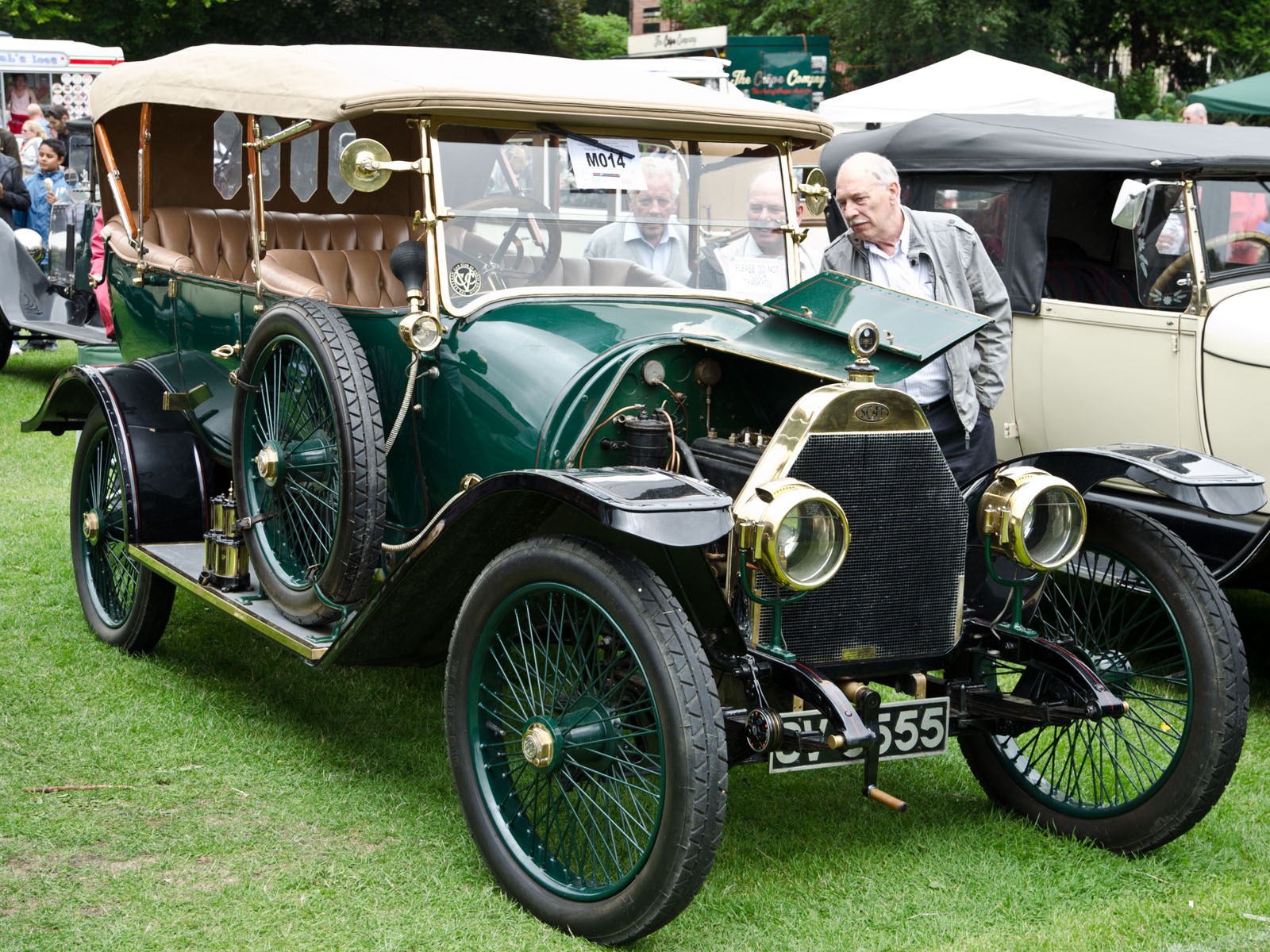
S.C.A.T. 12/18HP Torpedo

У 1912 році модель 15/20НР отримує більший 2.95 л двигун, а модель 22/32НР трансформується в 25/35HP, якій робочий об'єм збільшили до 4.7 л, разом з тим фірма після двох перемог у головних італійських змаганнях вирішує виставити на продаж свою спортивну модель, яка технічно не відрізнялася від тієї, яка ганяла на трасах Тарга Флоріо. Оскільки фірма успішно продавала свою продукцію, то до першого січня 1914 року присвятили відкриття нового заводу, площею в 40 000 км, штат працівників збільшився в 4 рази, тобто до 600 чоловік. З відкриттям нового заводу почалося виробництво і нової моделі, яка стала найменшою у виробничій гамі — 12/18НР з 2.1 л мотором.
А замість моделі 15/20НР запускають у серію нову машину з більшим мотором, об'ємом 3.5 л — 18/30НР. У цьому ж році «Ернесто» знову бере участь на Тарга Флоріо, де він б'є всі рекорди траси, проте за дві години до закінчення перегонів він знижує темп і на фініші займає лише третю сходинку п'єдесталу. З початком війни припиняється виробництво гоночної моделі, інші машини стали випускатися в менших кількостях аж до 1916 року, оскільки основну продукцію тепер становили вантажівки для італійської армії. У 1917 році фірму викуповує глава французького відділення фірми Hispano-Suiza — Анрі Бразьє, який починає випускати авіаційні двигуни своєї фірми, а обидва Джованні Чейрано, продавши свої частки, залишають підприємство і відкривають фірму Ceirano Giovanni Fabbrica Automobili. Нова фірма починає з 1919 року виробництво власних моделей, до цього випускаючи моделі фірми S.C.A.T. — 12/18НР і 25/35НР. Цим Чейрано вдалося переманити своїх клієнтів до себе, оскільки все одно фірма S.C.A.T. в цей час легковиків не випускала.

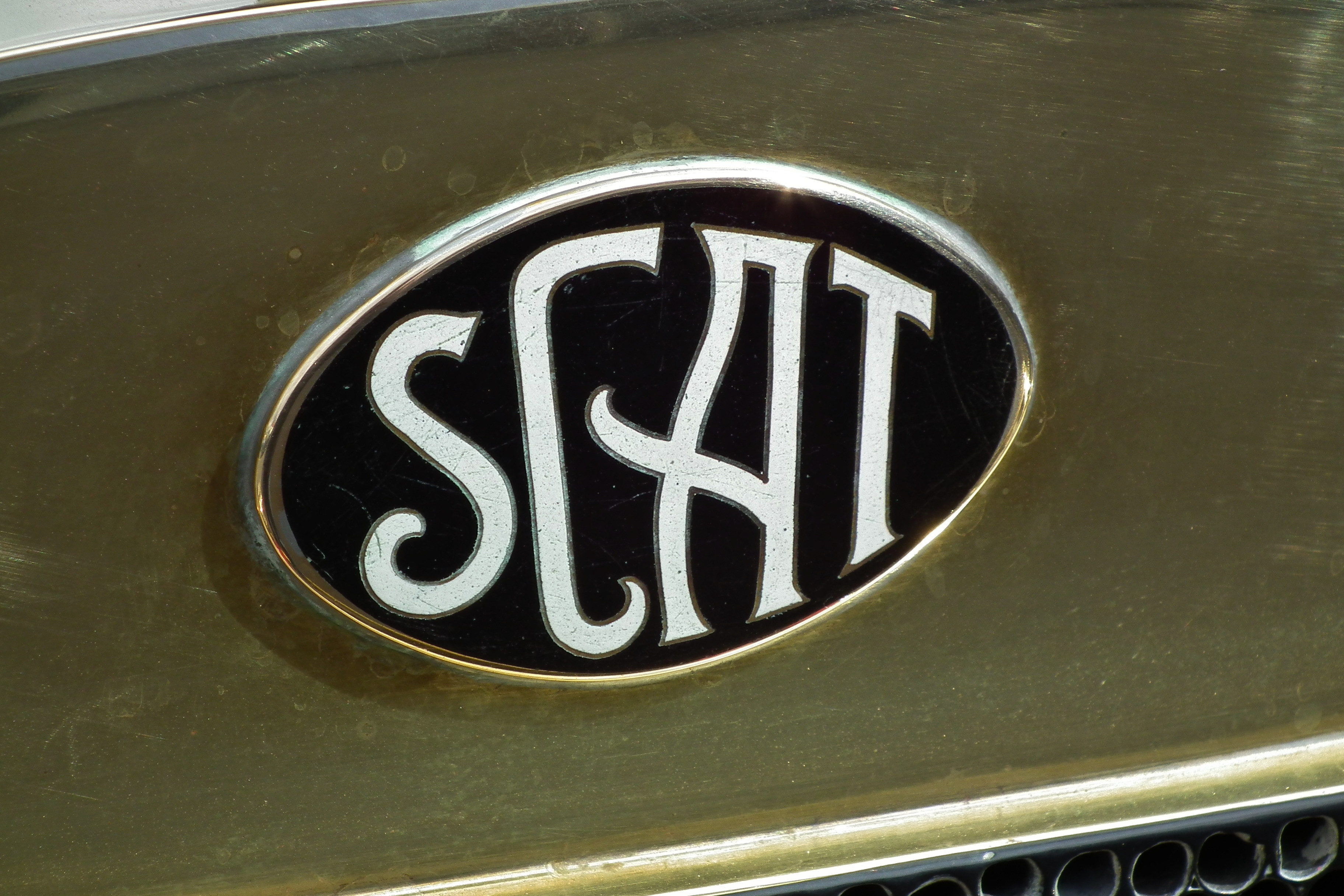
Логотип S.C.A.T.

У 1921 році фірма S.C.A.T. вирішила відновити виробництво легкових автомобілів, оскільки авіаційні двигуни вже нікому не були потрібні, проте в серію пішли не довоєнні машини, а нові — 18/25НР з 2.1 л мотором і 30/40НР з 4.7 л двигуном, а також була представлена велика спортивна машина — S.C.A.T. 120HP Corsa з 9.2 л мотором.

## Компанія S.C.A.T.-Ceirano

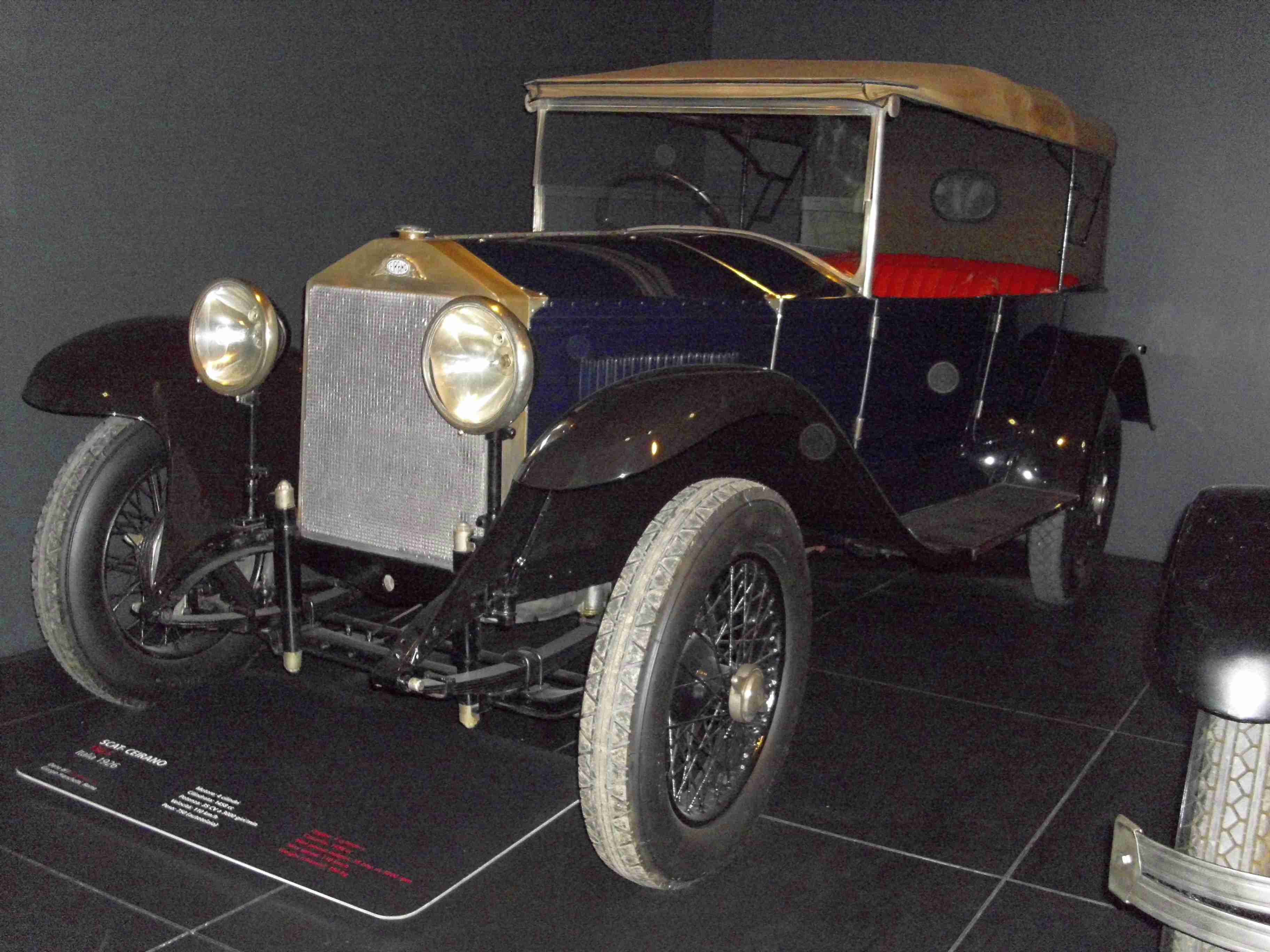
S.C.A.T.-Ceirano N150

У 1922 році модельний ряд зазнає модернізації, 18/25НР отримує 2.2 л двигун, модель 30/40НР, так само, як і 120НР, покидають своє місце на конвеєрі, а потужності заводу тепер були зайняті виробництвом двох нових більш доступних машин: 12/16НР з 1.5 л мотором і 20/30НР з 3-літровим. Тим часом Джованні Чейрано вирішив повернути собі фірму S.C.A.T. і почав шукати будь-які лазівки в законодавстві, щоб знову стати біля керма своєї колишньої фірми, однак це йому вдалося тільки в 1923 році, після того, як він скупив акції S.C.A.T.. Він об'єднує свою фірму Ceirano SA, в яку в 1922 році була перейменована Ceirano Giovanni Fabbrica Automobili, з фірмою S.C.A.T., утворюючи компанію S.C.A.T.-Ceirano. Чейрано припиняє виробництво машин, розроблених до його приходу, а замість них починається виробництво нової машини, оснащеної 1.5 л двигуном, потужністю в 30 к.с. — N150 Ceiranina, ця невелика машина оснащувалася 4-ступінчастою коробкою передач. Машина була спроектована Кандіто Виберті, який був натхненний Lancia Lambda, оскільки видно зовнішню схожість автомобілів. Незабаром з'явилася спортивна версія машини — S150, яка отримала гальма всіх коліс, мотор цієї машини мав той же об'єм, але тепер клапани розташовувалися не по боках, а зверху. Ця машина могла розвивати швидкість в 105 км/год, що було на 15 км/год більше «нормальної» версії. Цю спортивну машину продавали у Великій Британії під назвою Newton-Ceirano 14НР.
У 1926 році з'являється більша модель 250, оснащена 2.3 л мотором, через два роки її знімуть з виробництва, так само, як і модель N150, а S150 отримає передню незалежну підвіску і дизайн кузова, схожий на Lancia Artena, покупцям цю машину пропонували як S150 VVV. У 1929 році концерн Fiat SpA викуповує фірму у Джованні Юніора Чейрано, пропонуючи йому місце керуючого директора, на якому він протримався до 1931 року. Поки він був зарахований до штату фірми, компанія продовжувала випускати в малих кількостях S.C.A.T. S150 VVV, в той час як основною продукцією в той час були вантажні автомобілі. У 1931 році FIAT вирішив об'єднати фірми S.C.A.T. і S.P.A., остання з яких потрапила в сферу впливу FIAT в 1926 році і з того часу робила тільки вантажівки. Після того, як S.C.A.T. перейшов під юрисдикцію фірми S.P.A., марка S.C.A.T. зникла, але ім'я Ceirano аж до 1940 року продовжили носити армійські вантажівки, що випускалися фірмою S.P.A..
Джованні Юніор і Джованні «Ернесто» Чейрано в 1934 році купують фірму Fabbrica Anonima Torinese Automobile (FATA), яка виробляла автомобілі з 1920 року, але оскільки, покидаючи свої посади в концерні FIAT, Чейрано підписують договір про те, що більше не можуть займатися виробництвом автомобілів, то їх підприємство починає випускати комплектуючі для вантажівок фірми Alfa Romeo, їхнє підприємство протримається до кінця Другої світової війни, після цього припинить свою діяльність.

## Компанія Società Piemontese Automobili (S.P.A.) (1906–1926)

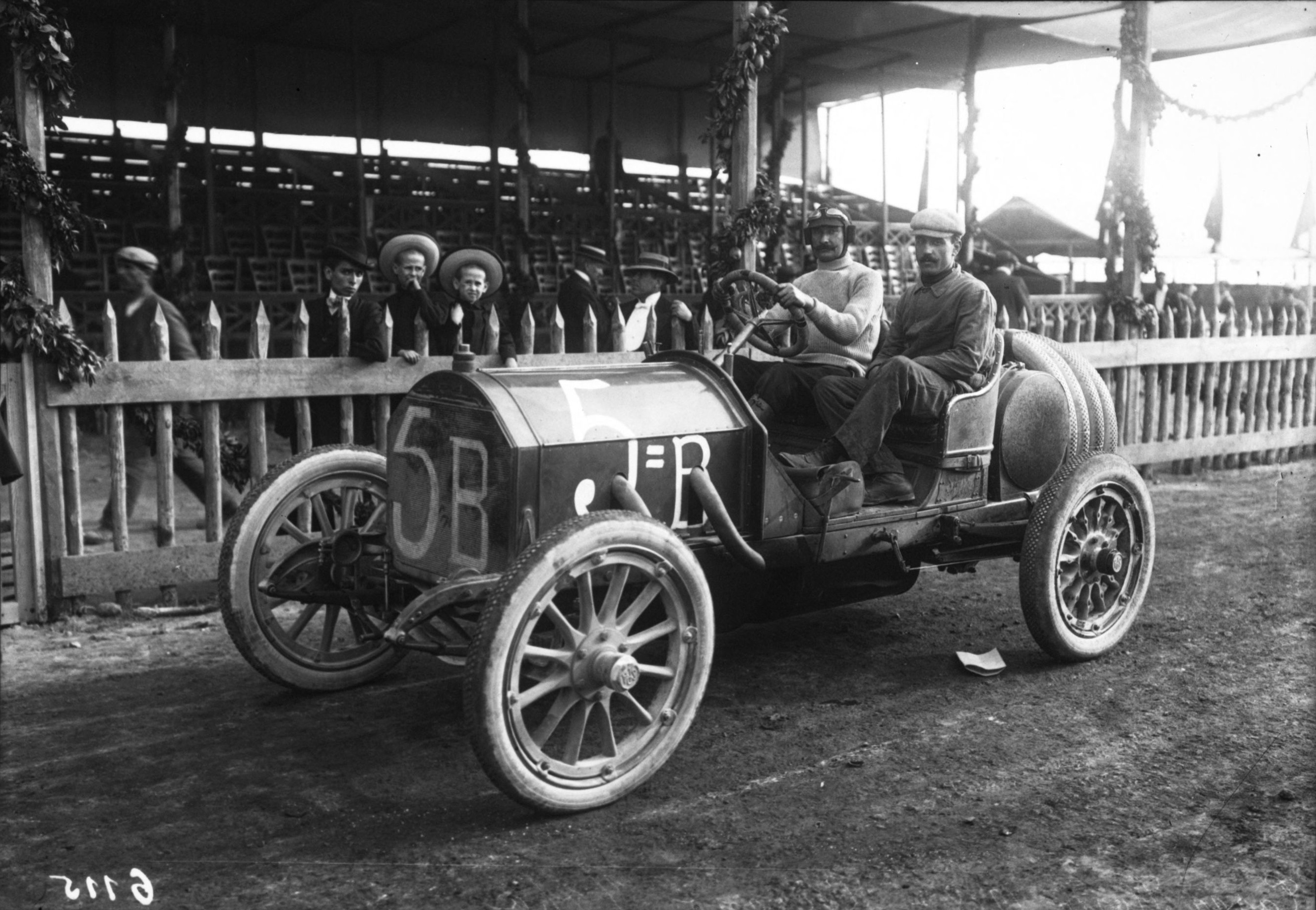
Ернесто Чейрано на S.P.A. 28/40HP під час Тарга Флоріо 1909 року

У травні 1906 року Матео Чейрано покидає свою фірму, яка до того часу носила назву Fabbrica Automobili Itala. Він зв'язується з Мікеле Ансальді, який з особистих мотивів покинув фірму FIAT, переговоривши, чоловіки вирішують відкрити свою справу, яку і назвали Societa Piemontese Automobili Ansaldi-Ceirano, головним спонсором їхнього бізнесу виступив інший Мікеле, на прізвище Ланца. Незабаром, після реєстрації компанії, яка сталася в червні 1906 року, починається будівництво заводу, площею в 12 000 м2, у якому планувалося дати роботу 300 працівникам. Поки йшло будівництво, Чейрано взявся за проектування перших автомобілів марки, і в 1907 році на автосалоні Турину було продемонстровано дві машини: 28/40HP і 60/70HP, перший був оснащений 4-циліндровим 7.8 л двигуном, а другий мав 6-циліндровий 11.7 л мотор. Ці машини, які могли мати два варіанти колісної бази (3.1 або 3.3 м), оснащувалися карданним приводом, але при всіх їхніх плюсах був великий мінус — машини ці були занадто дорогими, хоча надмірна ціна не завадила водіям-багатіям придбати їх. Одними з перших покупців були Гамба, маркіз Паллавічіно, кавальєро Флоріо і барон Леонідо да Зара.
У 1908 році гонщик Руджероне відправляється на 28/40НР з Турину в Санкт-Петербург, де мало бути дано старт перегонам за маршрутом Санкт-Петербург — Москва. Руджероне приходить другим у цих змаганнях, практично будучи весь цей час за кермом своєї машини без зміни і відпочинку. Цей успіх коштував фірмі контракту з російською армією на постачання вантажних автомобілів. У цьому ж році фірма зливається з генуезькою фірмою Fabbrica Ligure Automobili Genova, за якою стояв багатий промисловець Чезаре Гамба, його фірма була на ринку з 1905 року, і вже мала деяку торговельну мережу. Після злиття фірма стала називатися Società Ligure Piemontese Automobili, але продукція продовжила носити назву S.P.A.. Головний офіс компанії переїхав до Генуї, але виробничі потужності залишилися в Турині.
У 1909 році барон Куппа бере участь на Тарга Флоріо, які і виграє, а барон да Зара незабаром ставить рекорд траси в Модені, і все це на моделі 28/40НР. У цьому ж році модельний ряд фірми розширюється за рахунок більш доступної моделі 10/12HP, це була 2-циліндрова 1.7-літрова машина, яка оснащувалася 3-ступеневою трансмісією, в той час як великі машини мали усі 4 передачі. Через рік з'являється 25/30HP з 4-циліндровим 4.4 л двигуном, ці машини починають активно продаватися у Великій Британії з 1910 року, де їх назвуть найкращою автомобільною продукцією, що надходила з Апеннін. Також в 1909 році на потужностях фірми починається виробництво авіаційних двигунів, автором яких був інженер Арістід Факкіолі, що працював у Fiat Aviazione.

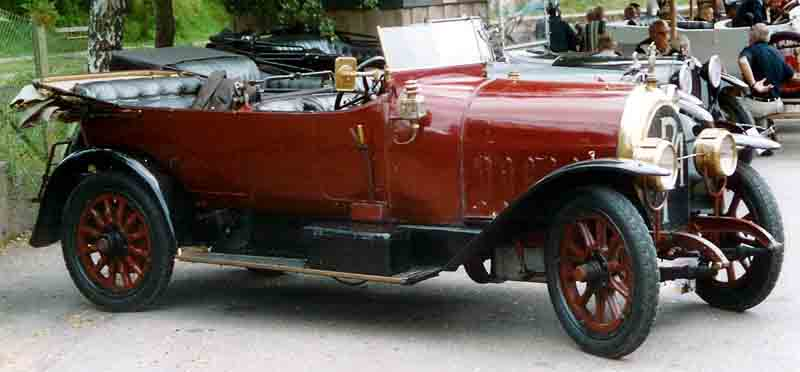
S.P.A. Tipo 9000 50НР Torpedo

У 1910 році фірма виграє тендер на поставку вантажних автомобілів італійській армії, так що справи йшли відмінно, але через рік фірму покине Мікеле Ансальдо, який влаштувався в Gruppo Piemontese, а через чотири роки із S.P.A. йде і Матео Чейрано. У 1913 році модель 60/70НР зняли з виробництва, її змінила нова 6-циліндрова машина 50НР з мотором 7.4 л. Під час Першої світової війни виробництво легкових автомобілів зійшло нанівець, оскільки завод починає виробляти найкращі літаки, що брали участь у військових діях, — SVA, а також вантажні машини. У цей час завод працює тільки на державу, до 1918 року, коли війна добігає кінця, з одного боку завод був завалений замовленнями, а з іншого держава постійно тягнула з оплатою, так що фінансове становище було нестійким.

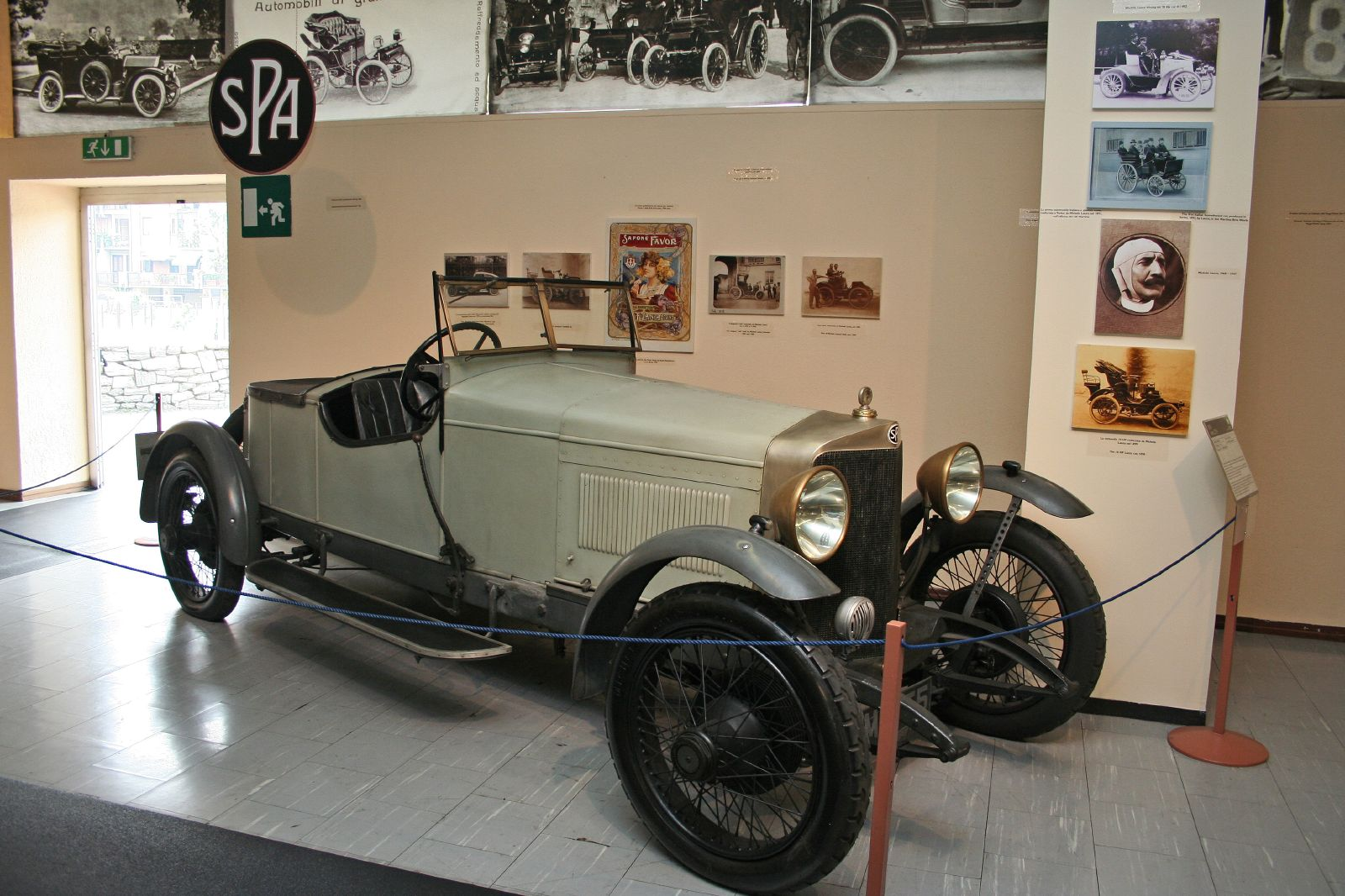
S.P.A. Tipo 23S

Незабаром відновилося виробництво легкової машини 25/30НР, а також нової моделі 14/16НР яка мала 1.8 л двигун, однак справи йшли погано, і в лютому 1923 року Чезаре Гамба продає фірму братам Пію і Марію Перроне, які повертають головний офіс в Турин. В цей же час вони запускають у виробництво автомобілі, робота над якими йшла з 1921 року: Tipo 23 і Tipo 24. Перший мав 4-циліндровий 2.8 л мотор, потужністю в 50 к.с., у варіанті зі спортивним кузовом машина могла розвивати швидкість в 120 км/год.

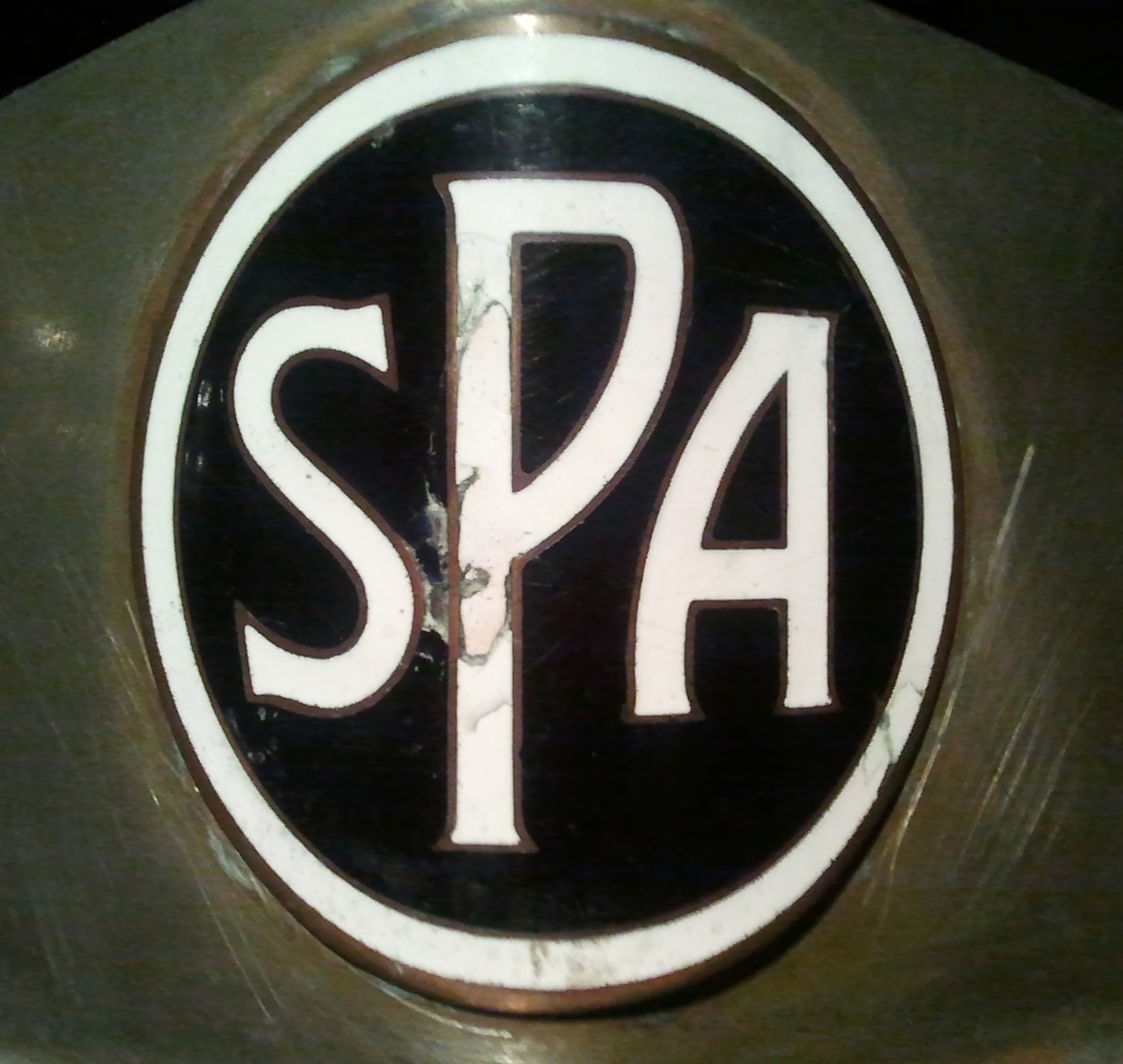
Логотип S.P.A.

Однак модель Tipo 24 була куди цікавішою з технічної точки зору, вона мала 6-циліндровий мотор, об'ємом 4.4 л. Цей двигун мав два верхніх розподілвала, чотири клапани на циліндр, кожен циліндр мав по дві свічки запалювання, поршні були виготовлені з легких сплавів, все це живило два карбюратора, в результаті мотор видавав 90 к.с., що дозволяло розвивати автомобілю максимальну швидкість в 135 км/год, що для початку 20-х років для машини з мотором такого об'єму було щось недосяжне. Ця машина стала брати участь в різних змаганнях і перемагати в них.
Пізніше з'являється модель Tipo 25, це був 4-циліндровий автомобіль, теж з мотором, об'ємом в 4.4 л, але менш просунутий технічно, оскільки він розвивав всього 40 сил. У 1925 році братам Перроне стало не по кишені утримувати фірму, і вони продають її фірмі Ansaldo Automobili, за якою стояв Джованні Ансальдо, а через рік він перепродує фірму групі Fiat Veicoli Industriali, яка була автономна від концерну FIAT.
Нові господарі припиняють виробництво легкових автомобілів, залишаючи програму з випуску вантажних автомобілів, автобусів, а також військового транспорту. У 1932 році FIAT об'єднав фірми S.C.A.T. і S.P.A., залишивши в живих тільки марку S.P.A., під якою і продавалися вантажівки. Під час Другої світової війни фірма виготовляла артилерійські тягачі та інші військові вантажівки, через що заводи зазнають масивних бомбардувань з боку союзників СРСР. У 1947 році Fiat Veicoli Industriali втрачає свою самостійність і потрапляє у сферу впливу концерну, Società Ligure Piemontese Automobili перейменували в Costruzione SPA, яка продовжила випуск вантажної продукції до 1949 року, після цього FIAT вирішив покінчити з цим брендом.

## Список автомобілів Ceirano GB & C
- 1899 — Welleyes

## Список автомобілів Fratelli Ceirano & C
- 1901 — Ceirano 5HP
  - Ceirano 6/8HP
  - Ceirano 16HP

## Список автомобілів Ceirano Matteo & C
- 1903 — Ceirano 5HP

## Список автомобілів Fratelli Ceirano
- 1904 — Ceirano 5HP

## Список автомобілів Ceirano Giovanni Junior & C
- 1905 — Junior 9.5HP
  - Junior 12/14HP
  - Junior 16/20HP

## Список автомобілів Fabbrica Junior Torinese Automobili
- 1905 — Junior 18/25HP
- 1909 — Junior 30/40HP

## Список автомобілів Ceirano Fabbrica Automobili
- 1919 — Ceirano C1
- 1921 — Ceirano CS2
  - Ceirano CS4
- 1922 — Ceirano Tipo 30 Lusso

## Список автомобілів Società Torinese Automobili Rapid (S.T.A.R.)
- 1904 — Rapid 16/24HP
  - Rapid 24/40HP
- 1907 — Rapid 50/70HP
- 1915 — Rapid 10/12HP
- 1919 — Rapid Tipo 10

## Список автомобілів Società Ceirano Automobili Torino (S.C.A.T.)
- 1906 — S.C.A.T. 12/16HP
- 1907 — S.C.A.T. 16/20HP
  - S.C.A.T. 22/32HP
- 1910 — S.C.A.T. 15/20HP
- 1911 — S.C.A.T. 60/75HP
- 1912 — S.C.A.T. 25/35HP
- 1914 — S.C.A.T. 12/18HP
  - S.C.A.T. 18/30HP
- 1921 — S.C.A.T. 18/25HP
  - S.C.A.T. 30/40HP
  - S.C.A.T. 120HP Corsa
- 1922 — S.C.A.T. 12/16HP
  - S.C.A.T. 20/30HP

## Список автомобілів S.C.A.T.-Ceirano
- 1923 — S.C.A.T.-Ceirano N150 Ceiranina
  - S.C.A.T.-Ceirano S150
- 1926 — S.C.A.T.-Ceirano 250
  - S.C.A.T.-Ceirano S150 VVV

## Список автомобілів Società Piemontese Automobili (S.P.A.)
- 1907 — S.P.A. 28/40HP
  - S.P.A. 60/70HP
- 1909 — S.P.A. 10/12HP
- 1910 — S.P.A. 25/30HP
- 1913 — S.P.A. Tipo 9000 50НР
- 1919 — S.P.A. 14/16HP
- 1923 — S.P.A. Tipo 23
  - S.P.A. Tipo 24
- 1924 — S.P.A. Tipo 25